# アストロサイト
アストロサイト（astrocyte）は、中枢神経系に存在するグリア細胞の1つ。astronはギリシア語で星、cyteはギリシア語で細胞という意味に由来する。アストログリア（astroglia）とも言う。星状膠細胞（せいじょうこうさいぼう） という日本語訳もある。多くの染色法（抗GFAP免疫染色など）では星型の形態を示すことから、「星状」グリアの名称を持つ。ただしこれらは細胞の一部を可視化しているに過ぎず、実際はきわめて多数の密な突起を持つ、はるかに複雑な構造である。
アストロサイトの多数の突起の間に、近傍を走行する神経線維が配置される。脳や脊髄などの神経組織では、他の通常組織において支持のために存在する膠原線維は乏しく、神経線維の保持にはこのような支持細胞がその役を果たしている。
アストロサイトの更にもう一つの役割として、脳の血管基底膜に突起を接して、血液脳関門の閉鎖機能の維持に寄与している。また脳表面側では髄液脳関門を形成していると考えられている。なお、中枢神経組織内には、アストロサイト以外に、オリゴデンドロサイト (Oligodendrocyte; 希突起膠細胞)、ミクログリア（Microglia）と呼ばれる三種類のグリア細胞が存在する。

## 発見
1846年、病理学者のルドルフ・ウィルヒョー（Rudolph Virchow）は、当時の組織染色技術では細胞の形を捉えることができなかった「神経の間を埋める何らかの物質」をグリア細胞として定義したのだろうと言われている。1858年、ウイルヒョーは、これが細胞であることをつきとめて、結合組織細胞と記載した。
グリア細胞は、カミロ・ゴルジ（Camillo Golgi）が確立したゴルジ染色法により、ニューロンと共に形態が明らかとなったが、1895年神経組織学者のミカエル・レンホサック（en:Mihály_Lenhossék）がアストロサイトと命名した。

## 構造

### 脳組織内での構造
脳の物理的な構造維持にかかわる。アストロサイト同士は互いに排他的に位置している。またtripartite synapseを形成する（後述）。

### 細胞の構造

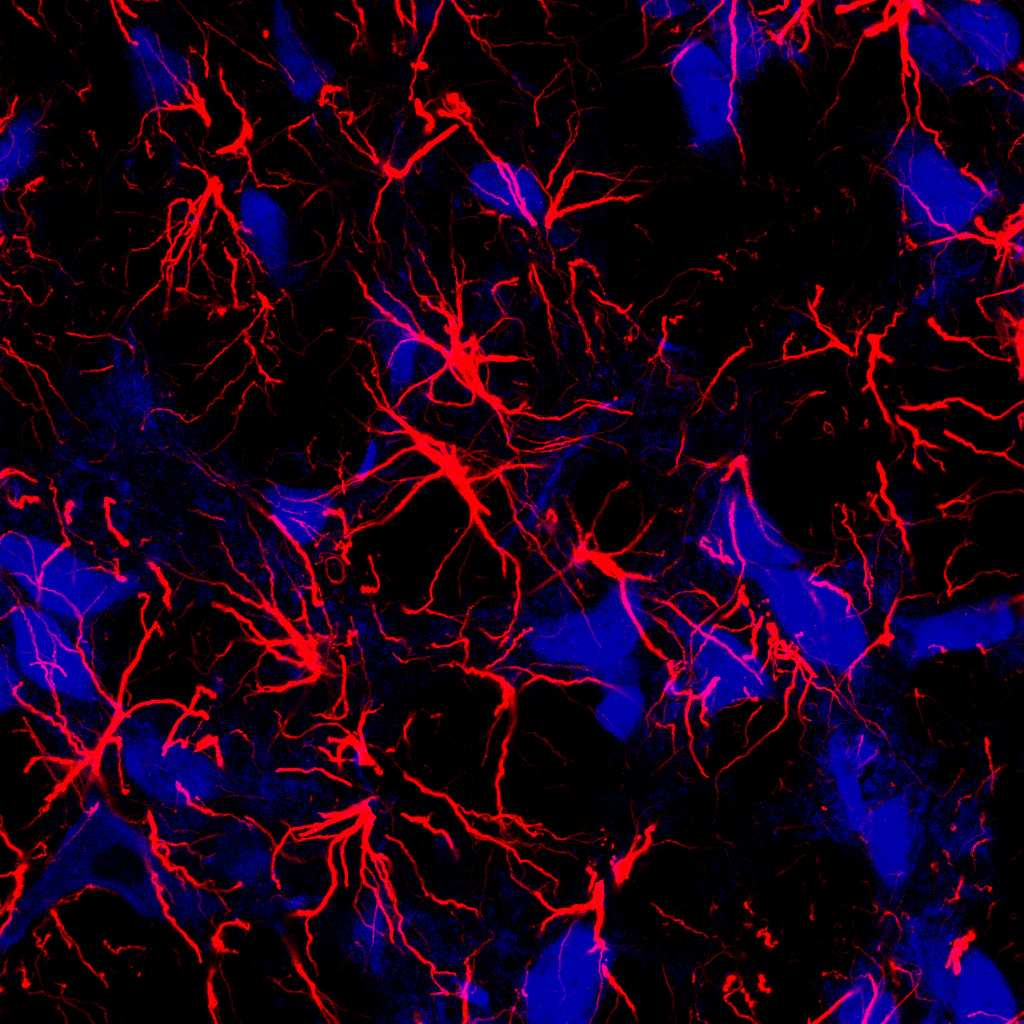
アストロサイト（赤い細胞）

アストロサイトは、GFAP抗体で染まるstem（幹）と呼ばれる部分と、これを囲むように細胞膜とアクチン細胞骨格からなる微細な突起が存在していると考えられている。
GFAPは中間径フィラメントであり、成熟アストロサイトのマーカーであるとされる。細胞体や幹となる部分の芯に存在する。
微細な突起状構造は役割や位置によってPAP（perisynaptic astrocyte processes）や perivascular glial process と呼ばれ、アストロサイトの多彩な機能を担う実働部分であると考えられている。たとえばPAPでシナプスや樹状突起に触れ、神経細胞との相互作用を行う。PAPは細胞膜の80%を占める (Chao T.I. et al. 2002)。
PAPは太さ1μm未満や、50nm未満と定義されることもある。このように観察するにはあまりに細かな構造で、また分離することも困難であるため、生きた組織に対してPAPの構造や運動性についての直接的な研究はあまり進んでいない。また培養技術の開発が進んでいないことも研究を困難にしている。脳内から単離しアストロサイトのみを培養しようとすると、PAPの微細な構造は失われ、生体内とは全く異なる構造を取る　（Reichenbach et al. 2010）。
PAPの少し膨らんだ部分や分岐する箇所にはミトコンドリアがあり、細胞体から離れた箇所においてもmGluR関連代謝等の機能を支えていると考えられている。

## 機能
以前の脳科学においては神経ネットワークの重要性ばかりが強調され、アストロサイトは単なる“膠”、つまりニューロンネットワークを構造的に支えるものと考えられていたが、近年ではその機能は再考されている。

### 構造面でニューロンのネットワークを支える機能
これはグリア細胞研究においては解剖学的に古くから注目されてきた機能である。アストロサイトには互いに排他的な領域があり、細胞ごとに自らの領域内のニューロンの構造を維持しているといえる。

### 物質輸送を介してアストロサイト周辺の様々な条件を調節する機能
近年になって注目を集めている機能であり、最近の研究のほとんどはこの機能に関するものである。
tripartite synapse
これは前シナプス、後シナプス、グリア細胞間には密接な関係があり、三つの細胞で一つのシナプス機能を担うという考え方である。たとえば、前シナプスから放出されたグルタミン酸をグリアが回収し、シナプス伝達の効率の上昇に寄与しているなどの役割がある。アストロサイトの細胞膜上には他にもATP, GABAなどの神経伝達物質の輸送体が発現している。またグルタミン酸やATPをCaイオン系を通して小胞依存的に放出する。
また、近年の研究ではアストロサイトの終足が接触しているシナプスは安定性が高いという結果もある。
細胞外イオン濃度調節
アストロサイトはカリウムイオンチャネルを高く発現している。ニューロンが活性状態にあるときアストロサイトはカリウムを放出し、局所的に濃度を上昇させる。またアストロサイトはカリウム透過性が高く、過剰分を急速に除去する。
エネルギー面における緩衝作用
グルコースを主な原料としてグリコーゲンを貯蔵・合成する。特に前頭皮質と海馬にあるアストロサイトは、ニューロンが消費するエネルギーについて緩衝作用を持つと考えられている。
オリゴデンドロサイトの髄鞘形成活性の増進
ニューロンの活性化によりアストロサイトはATPを放出するが、このATPがアストロサイト自身に対し、サイトカインであるLIF(leukemia inhibitory factor)という、オリゴデンドロサイトの髄鞘形成活性を促進する調節タンパク質の放出を促す。

## 分類

### 解剖学的分類
原形質型(protoplasmic)グリア細胞
最も豊富に存在する。神経細胞に富む灰白質にある大型の細胞で、これから出る星形状の突起の形状は、下に示す線維型膠細胞よりは大まかで短く分岐が多い。細胞小器官が比較的多い。この細胞のうちいくつかは、副側室領域にある多能性始原細胞から生じる。
また原形質型グリア細胞の一種にゴモリのクロム-ミョウバン ヘマトキシリン染色で染まるものがある。細胞内に多く含まれる顆粒等が染色されるが、この顆粒は、この細胞のミトコンドリアが何らかの酸化的ストレスにさらされてリソソームに取り込まれ変性した、その残骸で出来ている事がわかっている。この細胞は海馬に多く、特に弓状核に特に豊富に存在する。この細胞には、海馬のグルコース応答の調節に何らかの役割があるかもしれないと考えられている。.
線維型(fibrous)グリア細胞
多くは神経線維に富む白質に存在し、細胞小器官が比較的少ない。その突起の形状は原形質型膠細胞より細長く、分岐は少なく、周囲の神経の間に細かく入り込む。更にこの細突起が、神経線維の長軸方向に沿って走りランビエ絞輪を形成する事も特徴とされる。また終足が毛細血管壁の近くにあれば血液脳関門も形成する。繊維型グリアのうちいくつかは放射状グリアから生じる。
放射状(radial)グリア細胞
主に発生段階で存在し、ニューロンの遊走を導く役割がある。他のタイプが灰白質や白質に深く埋もれているのに対し、この細胞の突起は軟膜に接している。ただし網膜のMueller cells と小脳皮質のBergmann glias（後述）は例外で、成人しても存在している。軟膜の付近では、これら3種のアストロサイトは軟膜-グリア膜を形成している。

### 系統と抗原性による分類
1980年代初頭にラットの網膜神経を用い、Raffらによって行われた古典的な分類がある。
Type 1
抗原性はRan2+, GFAP+, FGFR3+, A2B5-。
生後7日のラット網膜神経のアストロサイトはType1 に分類される。この細胞はtripotential glial restricted precursor cells (GRP) から生じてくる可能性はあるが、bipotential O2A/OPC（オリゴデンドロサイトとtype2アストロサイトの前駆細胞で、またオリゴデンドロサイトの始原細胞でもある。）からは分化しない。
Type 2
抗原性はA2B5+, GFAP+, FGFR3-, Ran 2-。
この細胞はin vitroで育てることができ、（例外あり）tripotential GRP （おそらくO2Aを経由する）からも、bipotential O2A 細胞からも、またin vivoでも始原細胞を損傷部位に移植することにより分化するが、少なくともラット網膜神経においてこれは通常の発生ではない。Typa2細胞は一部の組織（BSA 存在下のO2A 細胞より生じた、生後すぐの培養網膜神経）では主な構成要素であるが、生体中には存在していない。

### 輸送体/受容体による分類
GluT type
グルタミン酸輸送体 (EAAT1/SLC1A3, EAAT2/SLC1A2)を持つ。
GluR type
グルタミン酸受容体（ほとんどはmGluR, AMPA) を持つ。チャネルを介した応答と、IP3依存性Ca2+受容体を介した応答がある。[要出典]

### その他
バーグマングリア細胞
放射状上皮細胞（Camillo Golgi による命名）あるいはゴルジ上皮細胞（GCEs, ゴルジ細胞とは別物）とも呼ばれる。小脳皮質にあるアストロサイトの一種で、細胞体はプルキンエ細胞層にあり、突起は単層まで伸びて嗅球の軟膜表面で終足が終わる。生後7日のマウス脳の矢状縫合部においてGluT (SLC1A3) を高濃度で発現していて、これがシナプス末端からのグルタミン酸の拡散を制限している。また小脳の発生初期においてはシナプスの追加と剪定の役割もある。[要出典]